# 多刺卷尾豪豬
多刺卷尾豪豬（學名：Sphiggurus spinosus）是一種新大陸豪豬。牠們分佈在阿根廷、巴西、巴拉圭及烏拉圭。牠們的尾巴很短，毛色呈灰褐色。牠們主要吃果實、螞蟻幼蟲、植物及根。